# Daisy Ridley
Pour les articles homonymes, voir Daisy et Ridley.
Daisy Ridley, née le 10 avril 1992 à Londres, est une actrice britannique.
Elle commence sa carrière d'actrice avec des rôles mineurs, jusqu'à ce qu'elle accède à la célébrité internationale en 2015 avec son premier rôle majeur, celui de Rey dans Star Wars, épisode VII : Le Réveil de la Force.
Elle reprend ce rôle dans Star Wars, épisode VIII : Les Derniers Jedi, sorti en 2017, puis dans le dernier épisode de cette nouvelle trilogie, L'Ascension de Skywalker, sorti en 2019.
En parallèle, elle joue dans Le Crime de L'Orient-Express de Kenneth Branagh et prête sa voix pour divers supports, interprétant ainsi « Queue de coton » dans le film d'animation Pierre Lapin ou encore « la femme » dans le jeu vidéo 12 Minutes.

## Biographie

### Enfance et adolescence
Daisy Jazz Isobel Ridley naît en 1992 dans le quartier londonien de Westminster. Elle est la benjamine d'une famille comptant trois sœurs, toutes issues de l'union de leur mère Louise Fawkner-Corbett et de leur père Chris Augustine Ridley. Ses deux sœurs aînées se nomment Kika Rose et Poppy Sophia. Elle est également la petite-nièce de l'acteur Arnold Ridley. Daisy a aussi deux demi-sœurs issues du premier mariage de son père,.
Elle grandit dans le quartier de Westminster et étudie à la Tring Park School for the Performing Arts (en), pour laquelle elle obtient une bourse, dans le comté de Hertfordshire, de ses 9 ans jusqu'à l'âge de 18 ans  pour devenir actrice. Ensuite, elle étudie la civilisation classique au Birkbeck College de l'université de Londres avant d'abandonner ses études pour commencer une carrière d'actrice.

### Débuts d'actrice
Daisy Ridley commence sa carrière par des rôles mineurs dans plusieurs programmes britanniques comme les séries de comédie Youngers et Toast of London ; la série policière Affaires non classées ; la série dramatique Mr Selfridge ; et la série médicale Casualty entre 2013 et 2014.
Elle joue dans le court métrage Blue Season, présenté au festival Sci-Fi-London 48-Hour Film Challenge, puis interprète le rôle principal de Lifesaver, court-métrage interactif nommé aux BAFTA Awards. Elle apparaît ensuite dans le clip de la chanson Lights On pour le rappeur Wiley. 
Elle joue à la même période dans son premier long-métrage, Scrawl, une production indépendante d'horreur.

### Star Warset percée médiatique

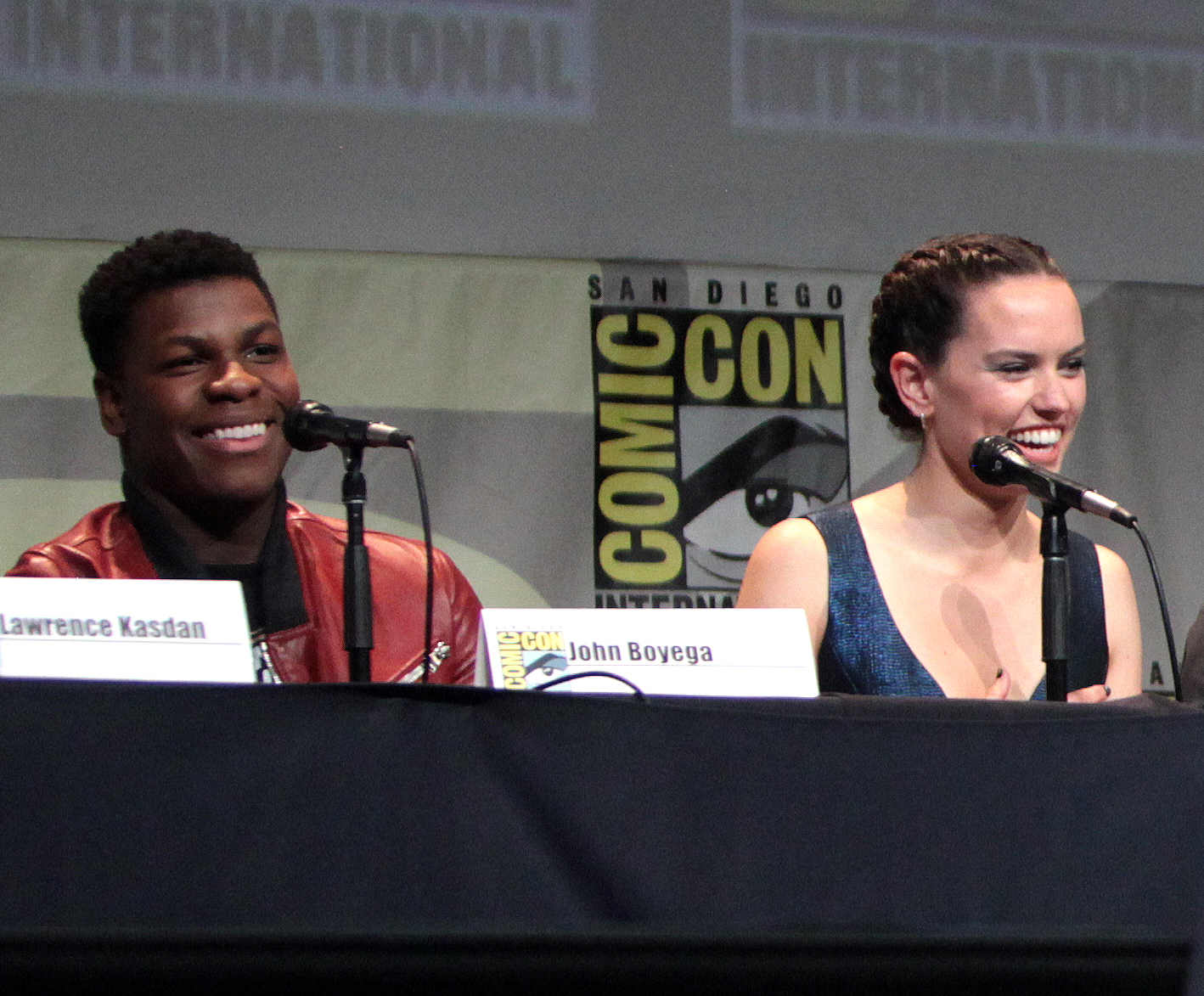
L'actrice aux côtés de son partenaire John Boyega au San Diego Comic-Con 2015 pour la promotion de Star Wars, épisode VII : Le Réveil De La Force.

En avril 2014, Daisy Ridley se voit confier le rôle de Rey dans le film Star Wars, épisode VII : Le Réveil De La Force, sorti en 2015. Elle est alors totalement inconnue du grand public ; c'est d'ailleurs la première apparition de Daisy Ridley dans un long métrage. J. J. Abrams, le réalisateur du film, a souhaité recruter des acteurs inconnus pour les rôles principaux de ce nouvel opus. Il dira lors d’une interview pour Elle : « Je me souviens d'avoir apprécié cela dans la trilogie originale : ne jamais avoir vu ces gens (Mark Hamill en Luke Skywalker et Carrie Fisher en Leia Organa) ». Daisy Ridley a été retenue après cinq auditions. 
Elle profite alors d'une couverture médiatique massive. La jeune actrice fait la couverture du magazine The Hollywood Reporter le 4 novembre 2015, celle de Elle en décembre 2015 et celle de Glamour pour son édition de janvier 2016. Lors d'une interview donnée à Glamour le 3 décembre 2015, elle déclare être « ravie de voir que les gens sont si enthousiastes » à propos du prochain opus de la saga Star Wars, mais également médusée par l'engouement autour du film ; « Des gens se tatouent mon visage ! Et je me dis : vous ne savez même pas encore qui est Rey dans l'histoire. Ça me semble dingue ». Pendant une interview donnée le 2 décembre 2015 à Good Morning America, Daisy Ridley a expliqué à quel point elle a pu être émue en visionnant récemment et pour la première fois Star Wars, épisode VII : « Je suis sortie [après la projection du film] en me disant « Ouais, je suis calme », et dans la voiture j'étais comme ça [en pleurs] pendant tout le trajet, également pendant tout le trajet de retour chez moi – soit 10 heures ». Star Wars, épisode VII : Le Réveil de la Force bat plusieurs records dès le weekend de sa sortie aux États-Unis, devenant le film ayant obtenu le plus gros démarrage de l'histoire du cinéma dans ce pays. À ce jour, le film est le plus grand succès de l'histoire du cinéma aux États-Unis, détrônant Avatar qui était en tête depuis 2010, et devient le troisième plus grand succès de l'histoire du cinéma dans le monde, après Avatar et Titanic, avec deux milliards de dollars de recettes. Les critiques de cinéma acclament la prestation de l'actrice outre-Atlantique, comme Brian Viner, du Daily Mail, qui décrit l'actrice comme étant « la vraie star du show », ajoutant que sa performance dans le rôle de Rey devrait envoyer sa carrière « sur orbite ». Richard Roeper la décrit comme la révélation du film.
Daisy Ridley a signé avec plusieurs agences en un court laps de temps, en août 2014 pour la United Talent Agency, la Creative Artists Agency en octobre 2014 et 42 West.
En 2017, elle joue à nouveau le personnage de Rey dans le huitième volet de la saga Star Wars, nommé Les Derniers Jedi.
Daisy Ridley endosse une troisième fois le rôle de Rey dans Star Wars, épisode IX de J.J. Abrams, sorti fin 2019. Lors de la Star Wars Celebration 2023, il est annoncé qu’elle reprendra son rôle pour un prochain film Star Wars, se déroulant quinze ans après les événements du neuvième film.

### AprèsStar Wars
Parallèlement à Star Wars, elle tourne plusieurs longs-métrages : en 2017, elle fait partie du casting réuni pour le thriller Le Crime de L'Orient-Express, une nouvelle adaptation cinématographique du roman éponyme d'Agatha Christie signée Kenneth Branagh.
L'année 2018 la voit interpréter le rôle-titre du drame historique Ophelia, de Claire McCarthy, avec Naomi Watts en second rôle. Puis elle prête sa voix à l'un des personnages du film Pierre Lapin, de Will Gluck. Le long-métrage est une adaptation cinématographique moderne du roman de Beatrix Potter mélangeant animation et prises de vues réelles.
Elle partage l'affiche avec Tom Holland pour l'adaptation d'un roman écrit par Doug Liman, Chaos Walking, prévu pour 2021.

### Vie personnelle
En juin 2016, l'actrice annonce être atteinte d'endométriose depuis l'âge de 15 ans, et milite pour faire connaître cette maladie,,. En août 2016, elle ferme son compte Instagram après avoir posté un message de soutien aux victimes des fusillades par armes à feu qui entraîne de vives réactions sur les réseaux sociaux, dont de nombreux commentaires de la part de militants pro-armes américains,,,. En juin 2016, l'actrice annonce être atteinte de la maladie de Basedow, une maladie auto-immune. Depuis 2020 , elle est mariée à l'acteur britannique Tom Bateman. 

## Filmographie

### Cinéma

#### Longs métrages
- 2015 : Scrawl de Peter Hearn : Hannah
- 2015 : Star Wars, épisode VII : Le Réveil de la Force de J.J. Abrams : Rey
- 2016 : La Jeune Fille et son aigle (The Eagle Huntress) d'Otto Bell : la narratrice
- 2017 : Le Crime de L'Orient-Express de Kenneth Branagh : Mary Debenham
- 2017 : Star Wars, épisode VIII : Les Derniers Jedi de Rian Johnson : Rey
- 2018 : Ophélie (Ophelia) de Claire McCarthy : Ophélie
- 2018 : Pierre Lapin (Peter Rabbit) de Will Gluck : Queue de coton (voix)
- 2019 : Star Wars, épisode IX : L'Ascension de Skywalker de J. J. Abrams : Rey
- 2021 : Chaos Walking de Doug Liman : Viola Eade[27]
- 2022 : La Bulle (The Bubble) de Judd Apatow : Kate
- 2023 : Léo, la fabuleuse histoire de Léonard de Vinci (The Inventor) de Jim Capobianco et Pierre-Luc Granjon : Marguerite de Navarre (voix)
- 2023 : La Fille du roi des marais (The Marsh King's Daughter) de Neil Burger : Helena Pelletier
- 2024 : La Vie rêvée de Miss Fran (Sometimes I Think About Dying) de Rachel Lambert : Fran
- 2024 : Face à la mer : l'histoire de Trudy Ederle (Young Woman and the Sea) de Joachim Rønning : Gertrude Ederle (également productrice déléguée)
- 2024 : Magpie de Sam Yates : Anette
- 2024 : We Bury the Dead de Zak Hilditch : Awa Newman
- 2025 : Cleaner de Martin Campbell : Joey Locke

#### Court métrage
- 2013 : Blue Season de Georgina Higgins et Lee Lones : Sarah
- 2018 : Flopsy Turvy de David Scott : Queue de coton (voix originale)

### Télévision

#### Séries télévisées
- 2013 : Casualty : Fran Bedingfield (épisode 28, saison 27)
- 2013 : Youngers : Jessie (épisode 5, saison 1)
- 2013 : Toast of London : Machiniste (épisode 4, saison 1)
- 2014 : Affaires Non Classées (Silent Witness) : Hannah Kennedy (épisodes 9 et 10, saison 17)
- 2014 : Mr Selfridge : Roxy (épisodes 8, saison 2)

#### Séries d'animation
- 2017-2018 : Star Wars : Forces du destin  (Star Wars: Forces of Destiny) : Rey (saisons 1 et 2)
- 2018 : Star Wars Rebels : Rey (épisode 13, saison 4)

### Jeux vidéo
- 2015 : Disney Infinity 3.0 - Le Réveil de la Force : Rey
- 2016 : Lego Star Wars : Le Réveil de la Force : Rey
- 2017 : Star Wars : Battlefront II : Rey
- 2021 : Baba Yaga : Magda[28]
- 2021 : 12 Minutes : la femme[29]

### Clip
- 2013 : Lights On de Wiley feat. Angel & Tinchy Stryder

## Distinctions

### Récompenses
- Dublin Film Critics Circle Awards 2015 : meilleure révélation féminine pour Star Wars, épisode VII : Le Réveil de la Force
- Florida Film Critics Circle Awards 2015 : Prix Pauline Kael du meilleur espoir féminin pour Star Wars, épisode VII : Le Réveil de la Force
- Golden Schmoes Awards 2015 : meilleur espoir féminin pour Star Wars, épisode VII : Le Réveil de la Force
- Empire Awards 2016 : meilleur espoir féminin pour Star Wars, épisode VII : Le Réveil de la Force
- Empire Awards 2018 : meilleure actrice pour Star Wars, épisode VIII : Les Derniers Jedi
- MTV Movie Awards 2016 : meilleur espoir féminin de l'année pour Star Wars, épisode VII : Le Réveil de la Force
- Teen Choice Awards 2016 : meilleur espoir féminin pour Star Wars, épisode VII : Le Réveil de la Force
- Empire Awards 2018 : meilleure actrice pour Star Wars, épisode VIII : Les Derniers Jedi

### Nominations
- Alliance of Women Film Journalists Awards 2016 : 
  - Meilleure actrice pour Star Wars, épisode VII : Le Réveil de la Force
  - Meilleur espoir féminin pour Star Wars, épisode VII : Le Réveil de la Force
- Kids' Choice Awards 2016 : meilleure actrice pour Star Wars, épisode VII : Le Réveil de la Force
- Saturn Awards 2016 : meilleure actrice pour Star Wars, épisode VII : Le Réveil de la Force

## Voix francophones
En version française Jessica Monceau est la voix française régulière de Daisy Ridley depuis 2015. Elle la double notamment dans la saga Star Wars ainsi que les films Le Crime de l'Orient-Express, Pierre Lapin, Chaos Walking ou encore Face à la mer : l'histoire de Trudy Ederle. À titre exceptionnel, c'est Barbara Beretta qui la double dans le film La Bulle et Sophie Ostria dans Ophélie